# ROOKiEZ is PUNK'D
ROOKiEZ is PUNK'D（ルーキース イズ パンクト）是日本一支混合摇滚曲风的乐队，2006年在千葉縣结成，2010年簽約DefSTAR唱片而正式出道。2019年3月12日，在官網上宣布5月31日公演結束後無限期休止活動。2023年2月23日宣佈恢復活動。

## 樂團簡歷
起初為高中學長2RASH（貝斯）（當時高三）與學弟SHiNNOSUKE（主唱／吉他）（當時高一）因為喜歡樂團Hi-STANDARD而結識，兩人與2RASH不同校的朋友TSUYOSHi（鼓／和聲）組成ROOKiEZ is PUNK'D的前身樂團ROOKiEZ。
成團之初在新宿、高圓寺附近活動，後來活動據點轉移到涉谷。歷經達成當初所設之參與UZUMAKI主辦的活動等目標，2007年開始在東京涉谷club asia於隔月的第一個週五舉行定期的派對活動「BUMP ON da STYLE」（現在也不定期舉辦）。同年通過LOTTE與Sony Music舉辦的徵選會。 
2010年6月2日，透過DefSTAR唱片發行單曲「コンプリケイション（Complication）」正式出道。同年8月11日，發表第二張單曲「eggmate of the year」。
2010年鼓手TSUYOSHi突然退出樂團。2011年1月，TSUYOSHi退出後作為支援鼓手的U，正式加入ROOKiEZ is PUNK'D成為正式團員。
2011年3月2日，發表第三張單曲「Song for...」。8月24日，同時發表第四張單曲「IN MY WORLD」，以及與動畫「無頭騎士異聞錄 DuRaRaRa!!」合作企劃的專輯『DRRROOKiEZ!!〜ROOKiEZ is PUNK'D respect for DRRR!!〜』。10月5日開始在16個都市舉行17次公演的『IN MY WORLD TOUR』全國巡迴演唱。在巡迴演唱會最後，樂團發表在2012年3月舉行樂團首度的東名阪巡迴專場演唱會，以及發售第五張單曲「ZERO SATISFACTION」（2012年3月7日發售）。
2013年4月樂團發表離開事務所與唱片公司，並且將加入吉他手TAKUMi以四個人的編制進行活動。5月首次參加海外公演，FanimeCon2013（San Jose）現場超過3,000名觀眾。2013年8月26日，官網宣布吉他手TAKUMi因脊椎的檢查與治療所需，暫停活動專心療養。睽違一年又八個月，2013年11月20日透過TOHO animation RECORDS發行第六張單曲「リクライム（Reclimb）」。同年12月10日開始『ACROSS THE HILL TOUR2013-2014』舉行全國13場公演；2014年1月31日於涉谷QUATTRO舉行最終場，邀集來賓「DIRTY OLD MEN」、「植木豪（AUTRIBE）」、「山下大輝（小野田坂道的CV）」，在盛況下圓滿結束。
2014年3月創團成員之一的貝斯手2RASH宣布退出樂團，並於3月29日在涉谷VUENOS舉行的專場演唱會「ROOKiEZ is PUNK'D presents -THE SUN ALSO RISES-」作為2RASH最後一場演出，該場演唱會門票全數售完。2014年6月，延續著前一年，第二次赴海外公演，參加AnimeNEXT2014（Somerset, NJ），漂亮地改寫該活動之入場人次，並創下改變活動規則的成功演出。6月6日，由BUMP ON da STYLE RECORDS發行美國限定的第二張企劃專輯「ANIME SONGS BEST U.S.LIMITED」。
2014年7月，因病療養中的TAKUMi宣布退出樂團，並表示退出原因是個人的緣故並非因為生病（原文：病気の事が原因ではなく、個人的な事情で今回の決断に至りました。）。於7月19日在涉谷JUMP舉行的限定Acoustic LIVE上參與吉他演出，並於當日退團。2014年9月，原本擔任支援貝斯手的RYOTA作為新的團員，在9月9日的下北澤SHELTER公演正式加入。
延續前作「飆速宅男」，10月開始的電視動畫「飆速宅男GRANDE ROAD」的ED主題曲決定為「リアライズ（Realize）」。2014年11月舉行BUMP ON da STYLE TOUR東名阪（名阪完售）。2014年11月19日，由TOHO animation RECORDS發行睽違一年的第七張單曲「リアライズ（Realize）」。2014年12月「飆速宅男GRANDE ROAD」的第二季OP主題曲決定為「リマインド（Remind）」。同年開始舉辦「飆速宅男 GRANDE ROAD」主題曲發行巡迴演唱會2014-2015（除了岡崎公演之外，全部完售）
2015年2月18日，由TOHO animation RECORDS發行睽違三個月的第八張單曲「リマインド（Remind）」。2015年3月舉行「リマインド（Remind）」Release Tour 2015（共22場，含美國公演2場）。7月19日，巡迴最終場於TSUTAYA O-Crest（完售）。
2015年12月16日，由BUMP ON da STYLE RECORDS發行第九張單曲「Breathing」。2015年12月，舉辦「Breathing」Release Tour 2015-2016。
2016年3月26日，首度在台灣演出，於台北THE WALL舉辦ROOKiEZ is PUNK'D FIRST LIVE in TAIWAN。3月27日，於台中浮現參與演出No Fear presents【春絢派對-Taichung-】ROOKiEZ is PUNK'D。
2016年6月2日，在涉谷QUATTRO舉行10週年記念公演。(來賓：FLOW) 
2016年6月29日，由BUMP ON da STYLE RECORDS發行數位單曲「Fight against yourself」，為中日龍棒球隊平田良介選手2016年的登場曲。
2016年8月25日，在惠比壽LIQUID ROOM舉行10週年記念追加公演。(來賓：SPYAIR)
2016年8月27日，參與「 2016 無懼音樂祭 NO FEAR Festival 」演出。
2017年1月18日，由BUMP ON da STYLE RECORDS發行第十張單曲「轍 -wadachi- / ever since」，收錄PS Vita遊戲「花朧〜戰國傳亂奇〜」片頭與片尾主題曲。
2018年7月29日，作為嘉賓參與「2018新北市貢寮國際海洋音樂祭」於福隆海水浴場的碧海藍天大舞台演出。2018年7月31日，宣布舉辦「ROOKiEZ is PUNK'D World Tour 2018-2019」，北中南美洲與歐洲演唱會與盟友SPYAIR一同舉辦。
2018年9月12日由日本環球音樂發行睽違六年的第二張專輯「The Sun Also Rises」。
2018年12月1日，於台北THE WALL舉行第二場台灣專場演唱會「ROOKiEZ is PUNK'D World Tour 2018－2019 in Taiwan」。
2018年12月26日，發行數位單曲「Cleave ～一刀兩斷～」，為遊戲「鬼武者」形象歌曲。

## 樂團成員
| 姓名           | 生日          | 出生地         | 血型   | 團内身份    |
| -------------- | ------------- | -------------- | ------ | ----------- |
|                | 9月2日        | 千叶县松户市   | A型    | 主唱 / 吉他 |
|                | 4月14日       | 广岛县尾道市   | A型    | 鼓 / 和声   |
|                | 7月18日       | 神奈川县横滨市 | B型    | 贝斯 / 和声 |
| 已退出成團员   |               |                |        |             |
| （2008年退出） | 不適用        | 不適用         | 不適用 | 吉他        |
| （2010年退出） | 11月24日      | 千叶县船桥市   | 不適用 | 鼓 / 和声   |
| （2014年退出） | 6月25日       | 阿联酋阿布扎比 | A型    | 贝斯 / 和声 |
| （2014年退出） | 1985年6月10日 | 秋田县汤泽市   | 不適用 | 吉他        |

### 支援成員
注：下列成员并非的现任或曾任正式成員；他们仅在某些演出场合作为替补或友情演出人员。
| 姓名   | 现属 / 曾属乐队  | 團内职责 |
| ------ | ---------------- | -------- |
|        |                  | 吉他     |
|        |                  | 吉他     |
| 胜己   | 曾任             | 贝斯     |
| 真     | 曾任             | 吉他     |
|        |                  | 吉他     |
| 佑圣   | THE KIDDIE曾任 / | 吉他     |
| 大内庆 | INKT             | 吉他     |

## 音樂作品

### 音樂錄影帶
| 導演       | 歌曲名稱 |
| TAMAKI     | 「I'm who I am（页面存档备份，存于）」 |
| 2RASH      | 「familia（页面存档备份，存于）」 |
| 村松亮太郎 | 「Feeling This（页面存档备份，存于）」「IN MY WORLD（页面存档备份，存于）」「Song for...（页面存档备份，存于）」「ZERO SATISFACTION（页面存档备份，存于）」「eggmate of the year（页面存档备份，存于）」「コンプリケイション（页面存档备份，存于）」「リクライム（页面存档备份，存于）」 |
| 鈴木新吾   | 「Breathing（页面存档备份，存于）」「Fight against yourself（页面存档备份，存于）」「轍-wadachi-（页面存档备份，存于）」 |
| 松村聖治   | 「ever since（页面存档备份，存于）」 |

## 樂團軼事
- 團名由來

「ROOKiEZ is PUNK'D」因團名中含有「PUNK」一詞，常被誤認為龐克樂團，但該團實質上為混和系搖滾樂團。

2006年樂團成立之初，開始以「ROOKiEZ」作為團名進行音樂活動。2010年正式出道時，由於當時無法以「ROOKiEZ」的名義出道，亦沒有想出其他團名，於是將原來的團名改為「ROOKiEZ is PUNK'D」，表示「ROOKiEZ不能用了」的意思。